# جواز المناعة

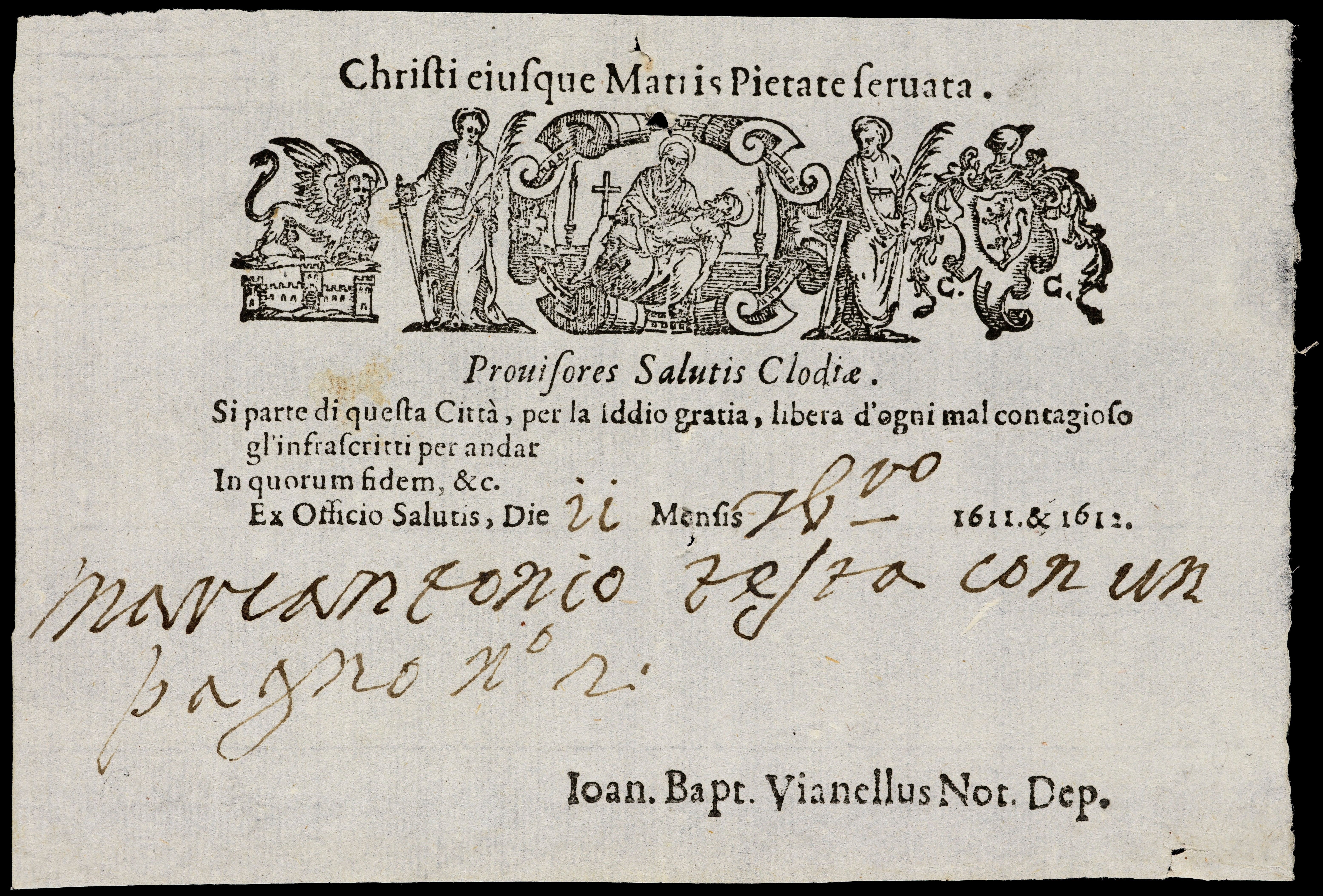
تصريح صحي إيطالي (fede di sanità) للسفر في أوقات الطاعون، 1611

جواز السفر المناعي immunity passport، أو شهادة المناعة immunity certificate، أو تصريح الصحة أو شهادة الإفراج، (يوجد أسماء أخرى تستخدمها السلطات المحلية المختلفة) هو وثيقة، سواء كانت في شكل ورقي أو رقمي، تشهد على أن حاملها لديه درجة من المناعة ضد مرض معدي. وهذه الشهادة العامة هي إجراء يمكن للحكومات اتخاذه للتخفيف من حدة الوباء.
عندما يؤخذ في الاعتبار المناعة الطبيعية أو نتائج الاختبار السلبية الأخيرة جدًا، لا يمكن تقليص جواز المناعة إلى سجل التطعيم أو شهادة التطعيم التي تثبت أن شخصًا ما قد تلقى لقاحات معينة يمكن التحقق منها من خلال السجلات الطبية للعيادة التي جرى فيها إعطاء اللقاحات، مثل البطاقة الصفراء التي تصدرها منظمة الصحة العالمية (WHO)، والتي تعمل كسجل رسمي للتطعيمات.
حظي مفهوم جوازات المناعة باهتمام كبير أثناء جائحة كوفيد-19 كطريقة محتملة لاحتواء الوباء والسماح بالتعافي بشكل أسرع. تُجرى اختبارات مصلية موثوقة للأجسام المضادة لفيروس SARS-CoV-2 لإصدار شهادات للأشخاص بأنهم محصنون نسبيًا ضد COVID-19 وإصدار وثائق المناعة.

## تاريخيًا

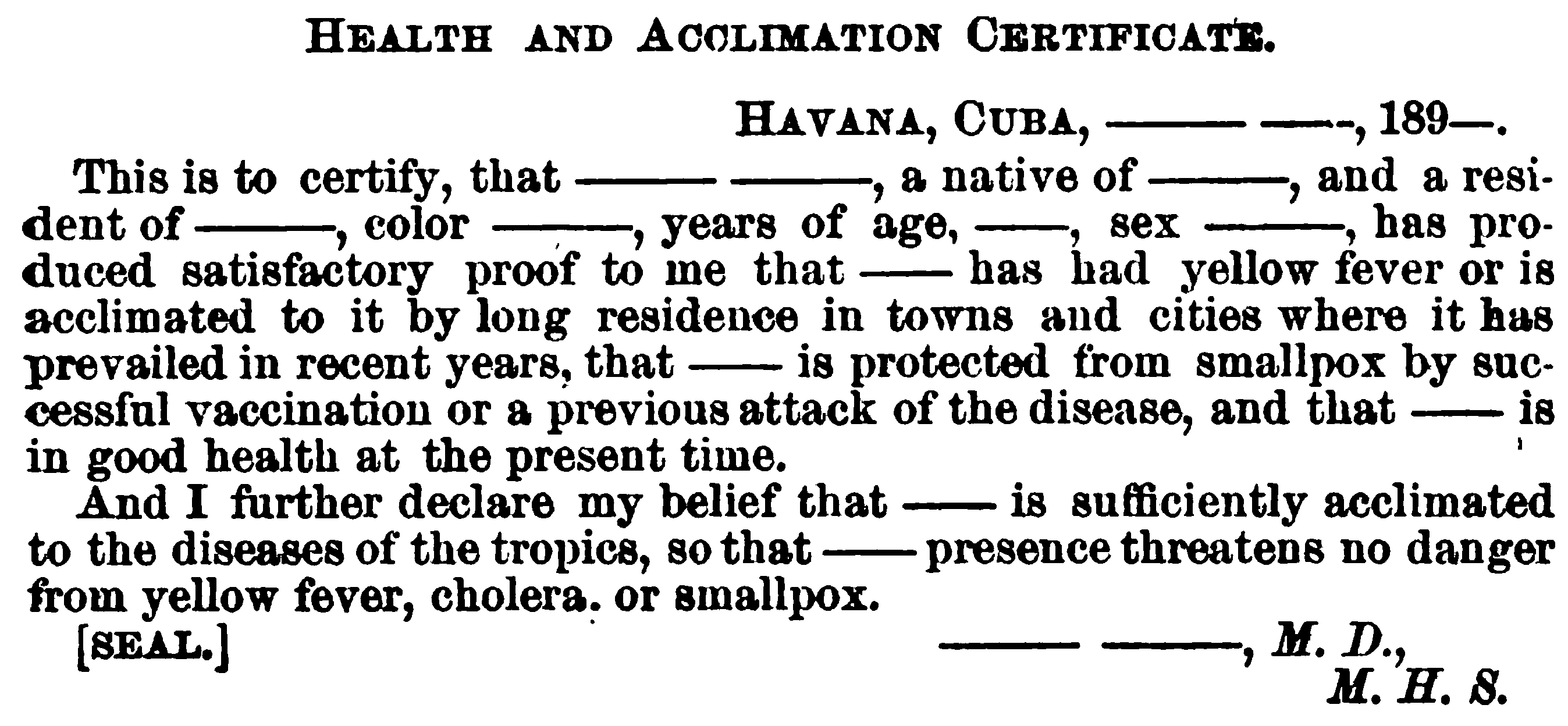
مثال للشهادة، والتي يجب أن تثبت، من بين أمور أخرى، المناعة ضد الحمى الصفراء الناجمة عن المرض. جرى استخدامها للهجرة إلى الولايات المتحدة في أواخر القرن التاسع عشر.

استُخدم الحجر الصحي منذ العصور القديمة كطريقة للحد من انتشار الأمراض المعدية. ونتيجة لذلك، كانت هناك حاجة أيضًا إلى وثائق تثبت أن الشخص قد أكمل الحجر الصحي أو أنه معروف بأنه غير معدٍ. عُثر على أحد أقدم الجوازات المناعية المعروفة، والتي صدرت عام 1578 في البندقية، بواسطة جاك بارتيكا، ومنذ القرن السابع عشر، أصدرت العديد من الولايات الإيطالية جوازات صحية لإعفاء حامليها من الحجر الصحي.
الشهادة الدولية للتطعيم (البطاقة الصفراء كارتي جون) هي شهادة تطعيم ووقاية، وليست شهادة مناعة. ظلت الوثيقة دون تغيير إلى حد كبير منذ اعتمادها بموجب الاتفاقية الصحية الدولية لعام 1944. ترتبط الشهادة عادة بالحمى الصفراء، ولكنها تستخدم أيضًا لتتبع التطعيم ضد أمراض أخرى.

## التعريف الحديث
شهادة المناعة هي وثيقة قانونية تصدرها سلطة الاختبار بعد إجراء اختبار مصلي يوضح أن حاملها لديه أجسام مضادة تجعله محصنًا نسبيًا ضد المرض.
يمكن إنتاج هذه الأجسام المضادة بشكل طبيعي عن طريق التعافي من المرض، أو يجري تحفيزها من خلال التطعيم أو إجراء طبي آخر.
يمكن استخدام شهادات المناعة الموثوقة لإعفاء حامليها من قيود الحجر الصحي والتباعد الاجتماعي، مما يسمح لهم بالسفر والعمل في معظم المناطق، بما في ذلك المهن عالية الخطورة مثل الرعاية الطبية.
في سياق جائحة كوفيد-19، قيل إن مثل هذه الشهادات لها فائدة عملية للمجتمع فقط إذا تأكد استيفاء جميع الشروط التالية:   
- يتمتع المرضى المتعافين أو المطعمين بمناعة وقائية تمنعهم من الإصابة مرة أخرى
- المناعة الوقائية طويلة الأمد
- يتحور العامل الممرض ببطء كافٍ حتى تتمكن المناعة من العمل ضد معظم السلالات.
- تكون اختبارات المناعة لها معدلات إيجابية كاذبة منخفضة

ومع ذلك، فإن بعض اللقاحات طويلة الأمد التي أوصت بها منظمة الصحة العالمية، مثل لقاح المكورات السحائية، فعالة بنسبة أقل من 100% وحمايتها ليست دائمة.

## كوفيد-19

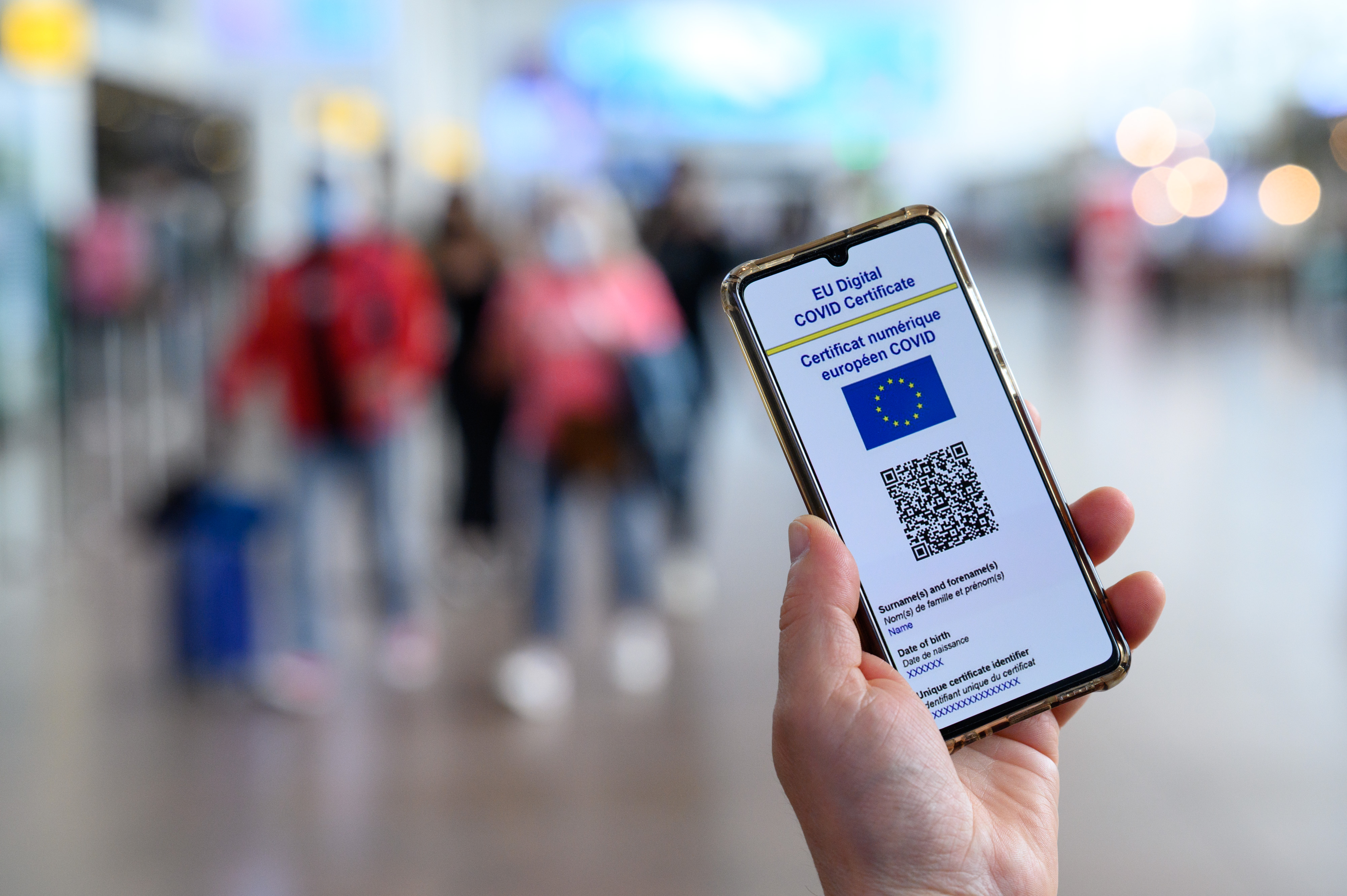
شهادة كوفيد الرقمية للاتحاد الأوروبي

في عام 2021، مع تزايد إمكانية الوصول العام إلى لقاحات كوفيد-19، بدأت بعض الحكومات في اعتماد بيانات صحية إما كوثيقة أو في شكل رقمي. تُستخدم "الجوازات الخاصة باللقاحات" هذه للتحكم في وصول الجمهور إلى الأماكن المغلقة (مثل الحانات والمطاعم والمنتجعات الصحية والكازينوهات) والتجمعات الكبيرة جدًا (مثل الحفلات الموسيقية والمهرجانات والأحداث الرياضية) وليس فقط لتسهيل السفر. اعتمادًا على متطلبات الجهة المصدرة، يحتاج مقدم الطلب إلى تقديم إثبات التطعيم، أو اختبار كوفيد-19 سلبي، أو إثبات التعافي من الفيروس، أو مزيج من هذه الوثائق. كان استخدامها وتنفيذها مثيرًا للجدل وأثار العديد من المخاوف العلمية والطبية والأخلاقية والقانونية والتمييزية والخصوصية والحقوق المدنية وحقوق الإنسان.